# Trúc vuông
Trúc vuông có tên khoa học là Chimonobambusa quadrangularis (Fenzi) Makino (Mabb, OHRN, Wang), thuộc tông Bambuseae, họ Hòa thảo (Poaceae). Đây là loài trúc có thân nhỏ vuông hoặc gần vuông, những đốt phía dưới thường có rễ biến thành gai ngắn. 

## Phân bố
Loài có phân bố ở phía nam Trung Quốc, còn ở Việt Nam thì trúc vuông chỉ thấy ở đèo Gió, xã Lùng Tráng, Ngân Sơn, Bắc Kạn hoặc Bạch Thông, Bắc Kạn. Đây là loài duy nhất có thân vuông ở Việt Nam và là loài trúc đặc biệt quý hiếm, có phạm vi phân bố quá hẹp, chưa được gây trồng, lại bị khai thác thường xuyên. Do vậy, loài này cần có chính sách bảo vệ và nghiên cứu gây trồng nếu không có thể nó sẽ biến mất ở Việt Nam.

## Danh pháp đồng nghĩa
Dưới đây liệt kê một số danh pháp khoa học đồng nghĩa:
- Arundinaria angulata (Munro) Porterf. (GRIN)
- Arundinaria quadrangularis (Fenzi) Mak. (Wang)
- Bambusa angulata Munro
- Bambusa quadrangularis Franceschi (GRIN)
- Bambusa quadrangularis Fenzi. (Wang)
- Chimonobambusa quadrangularis (Keng) Makino (Bykov)
- Chimonobambusa quadrangularis (Franceschi) Makino (GRIN)
- Phyllostachys quadrangularis (Fenzi) Rendle (GRIN)
- Tetragonocalamus angulatus (Munro) Nakai
- Tetragonocalamus quadrangularis (Fenzi) Nakai

## Hình ảnh

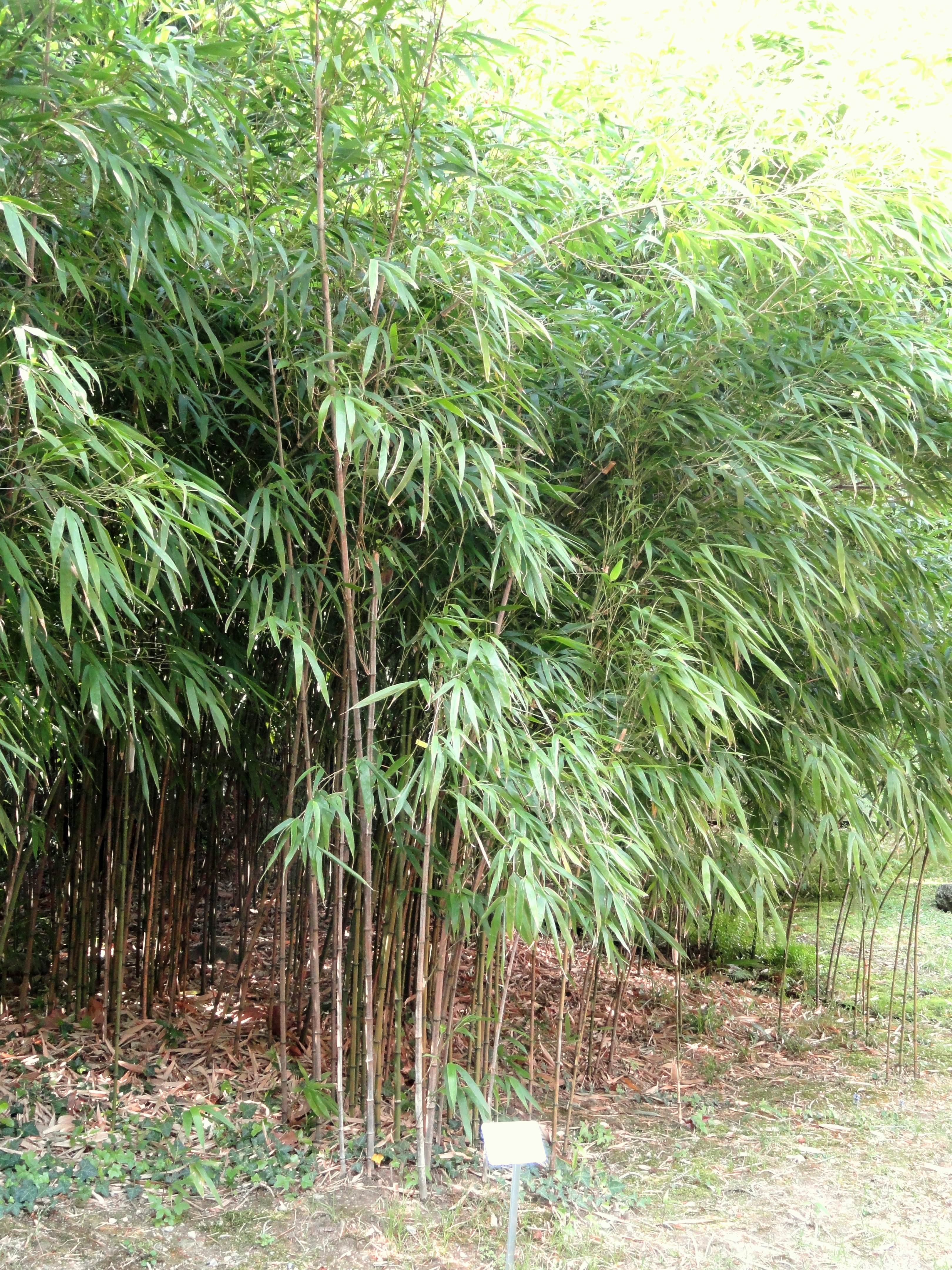
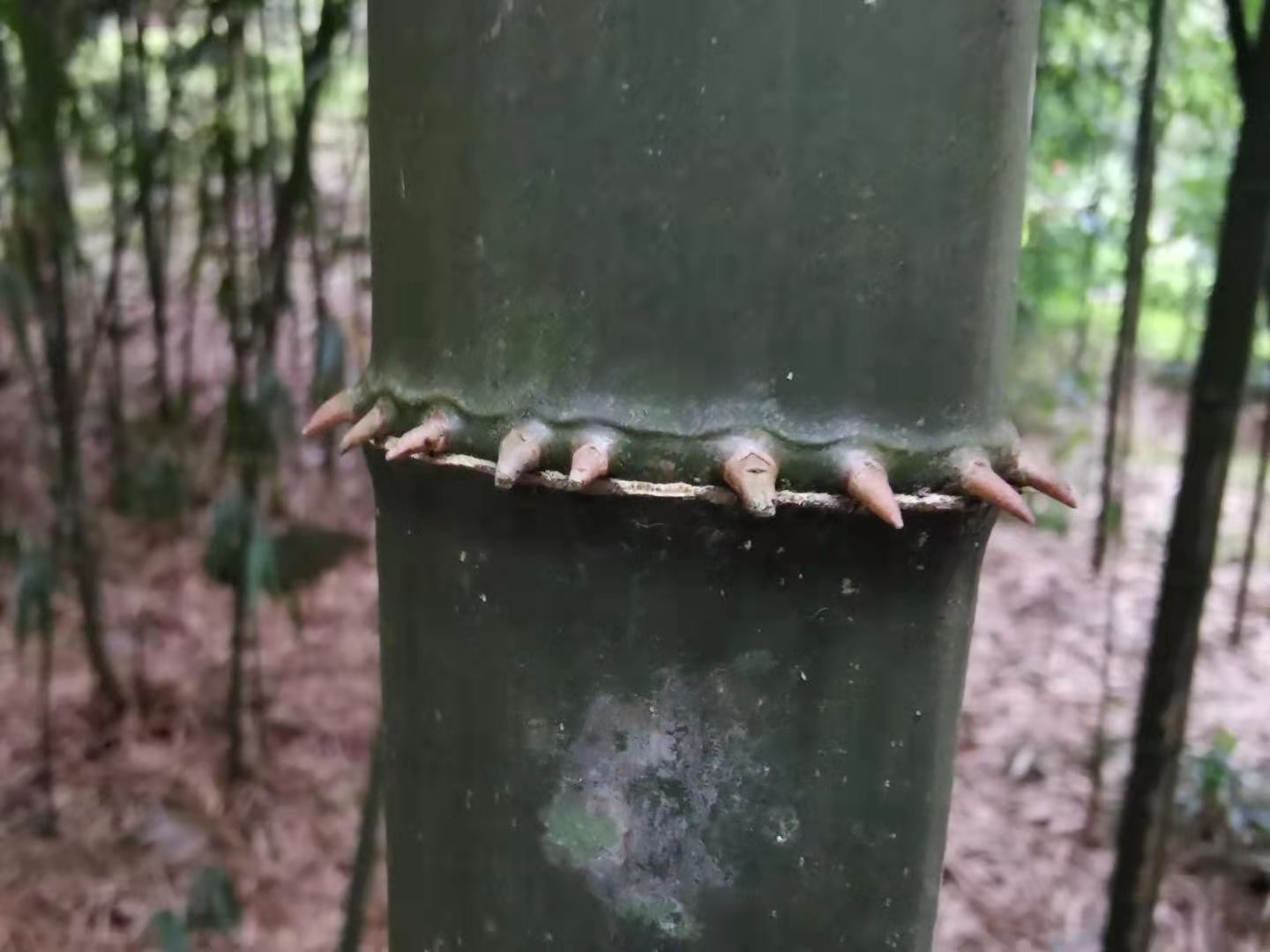
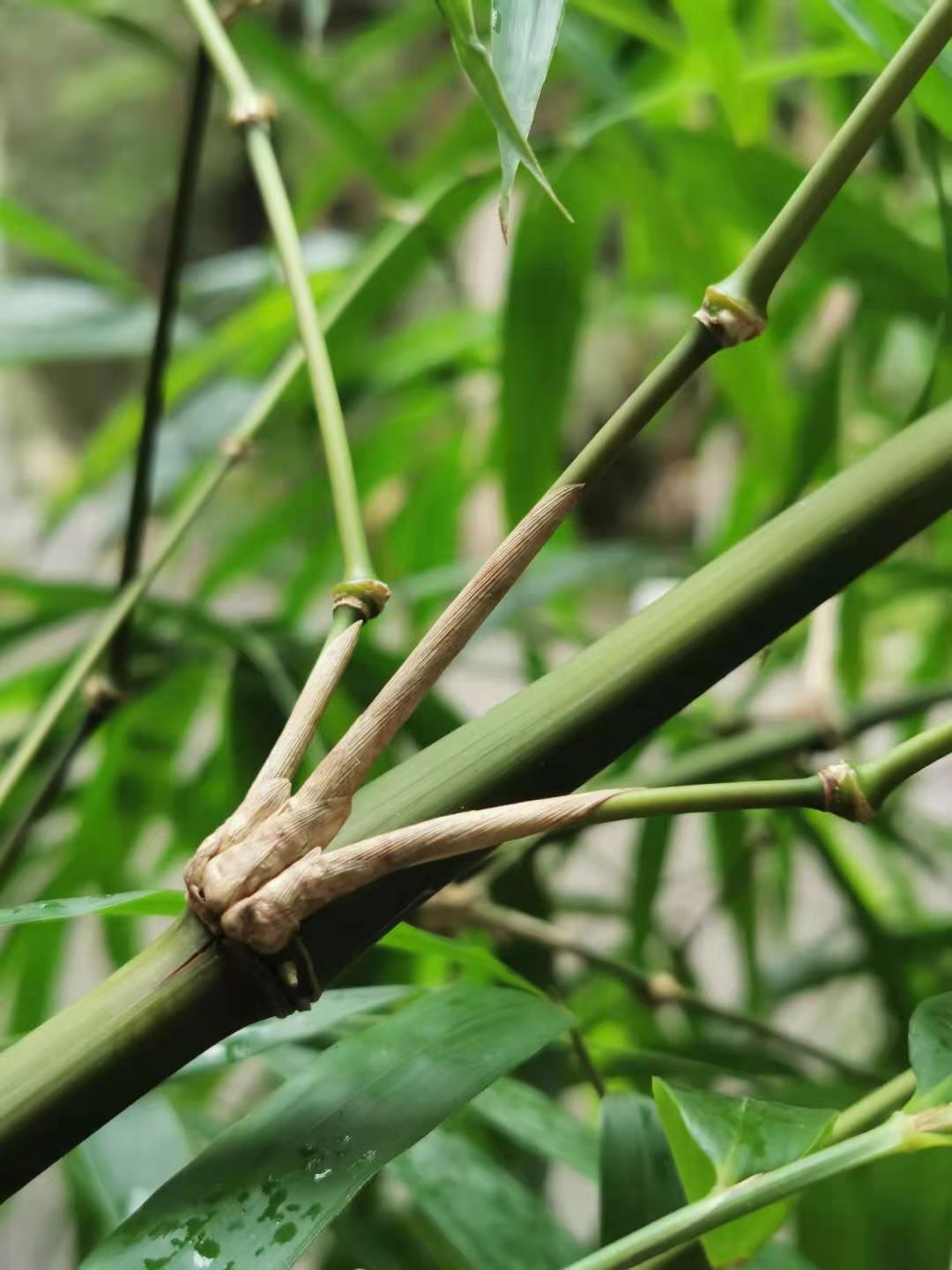
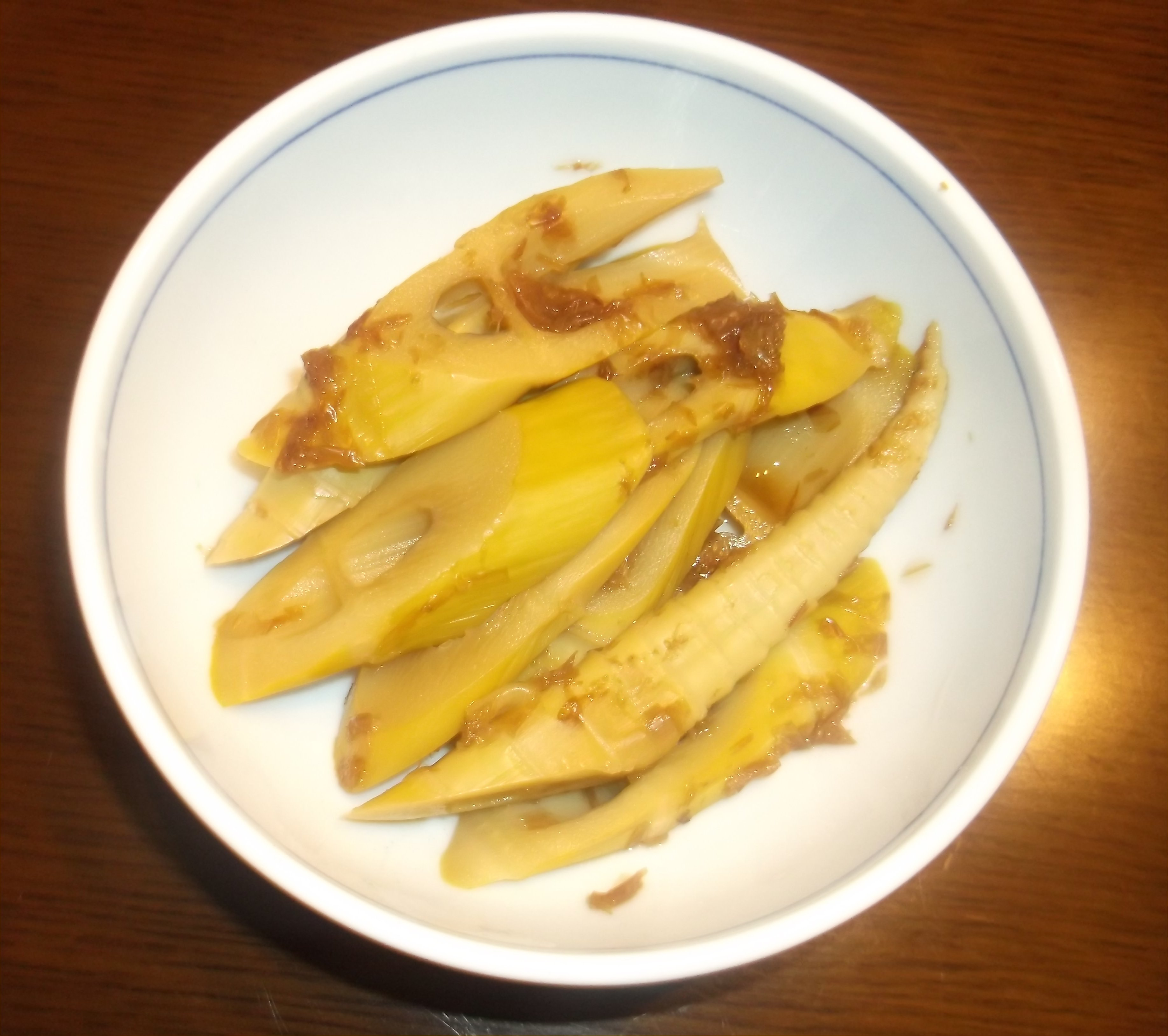